# Leuctra vesulensis
Leuctra vesulensis är en bäcksländeart som beskrevs av Ravizza, C. och Ravizza-dematteis 1984. Leuctra vesulensis ingår i släktet Leuctra och familjen smalbäcksländor. Inga underarter finns listade i Catalogue of Life.